# Ricardus Porlondus
Ricardus Porlondus fue un religioso franciscano fallecido hacia 1302, natural de Norfolk, Inglaterra.

## Biografía
Ricardus tomó el hábito en el convento de Norkfolk, distinguiéndose en erudición, agudo ingenio y sólido juicio, y obtuvo el grado de doctor en teología, y nombrado profesor, dio lecciones a los "hermanos" los días no feriados y predicando al pueblo en dominicos y demás festividades.
Ricardus escribió gran número de obras, siendo muy notables algunas de ellas, que se custodiaban en el monasterio de benedictinos de Norwich, hasta que desaparecieron cuando se introdujo la Reforma en Inglaterra, y es citado por Luke Wadding, lo mismo que Wite en su Catálogo de escritores ilustres de la Orden Serafica.

## Obras
- De passione Christi
- Sermonum